# Woodbine (Toronto Subway)

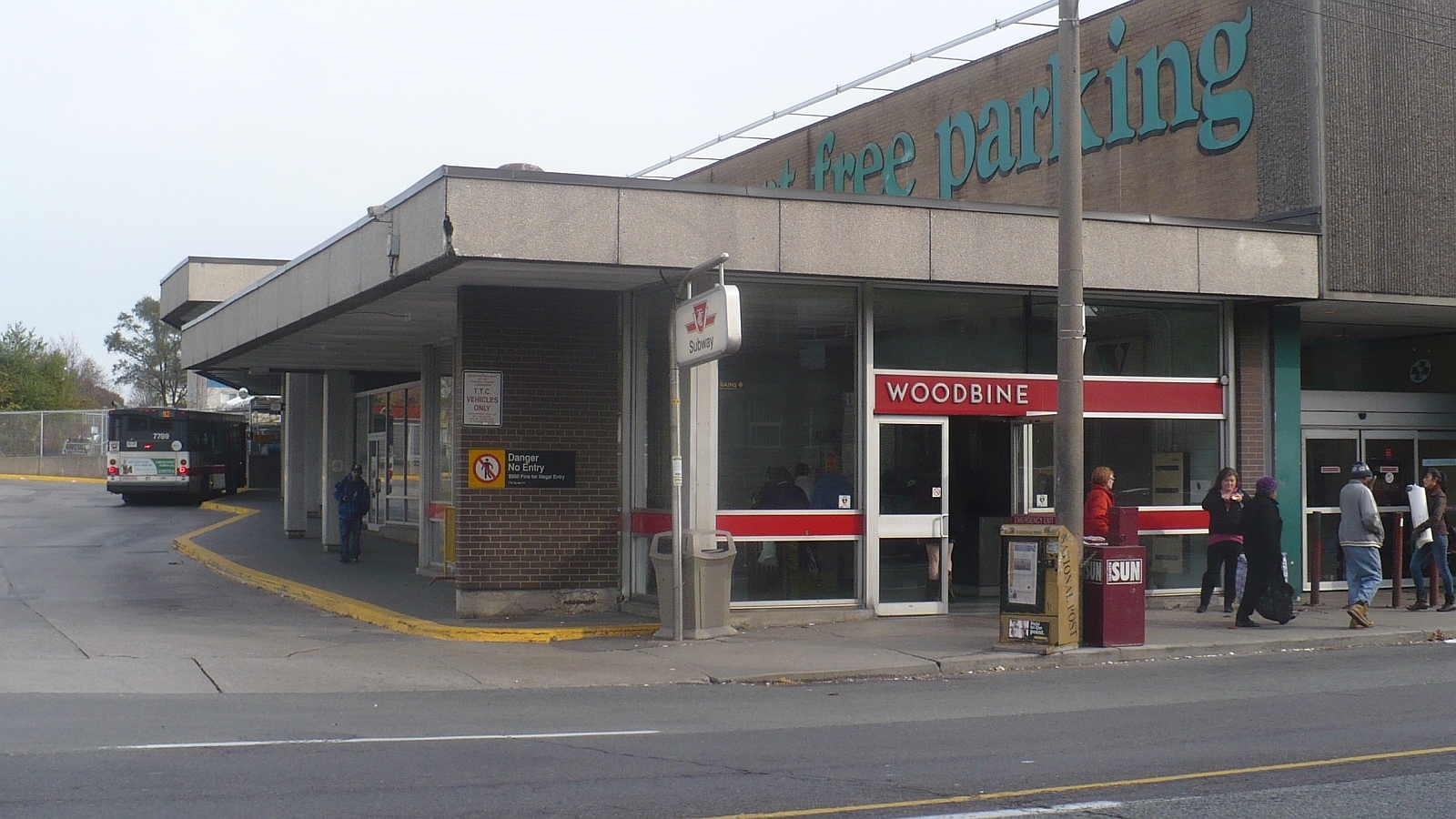
Eingang zur Station Woodbine

Woodbine ist eine unterirdische U-Bahn-Station in Toronto. Sie liegt an der Bloor-Danforth-Linie der Toronto Subway, an der Kreuzung von Danforth Avenue und Woodbine Avenue. Die Station besitzt Seitenbahnsteige und wird täglich von durchschnittlich 14.960 Fahrgästen genutzt (2018). Es bestehen Umsteigemöglichkeiten zu drei Buslinien der Toronto Transit Commission (TTC).

## Station

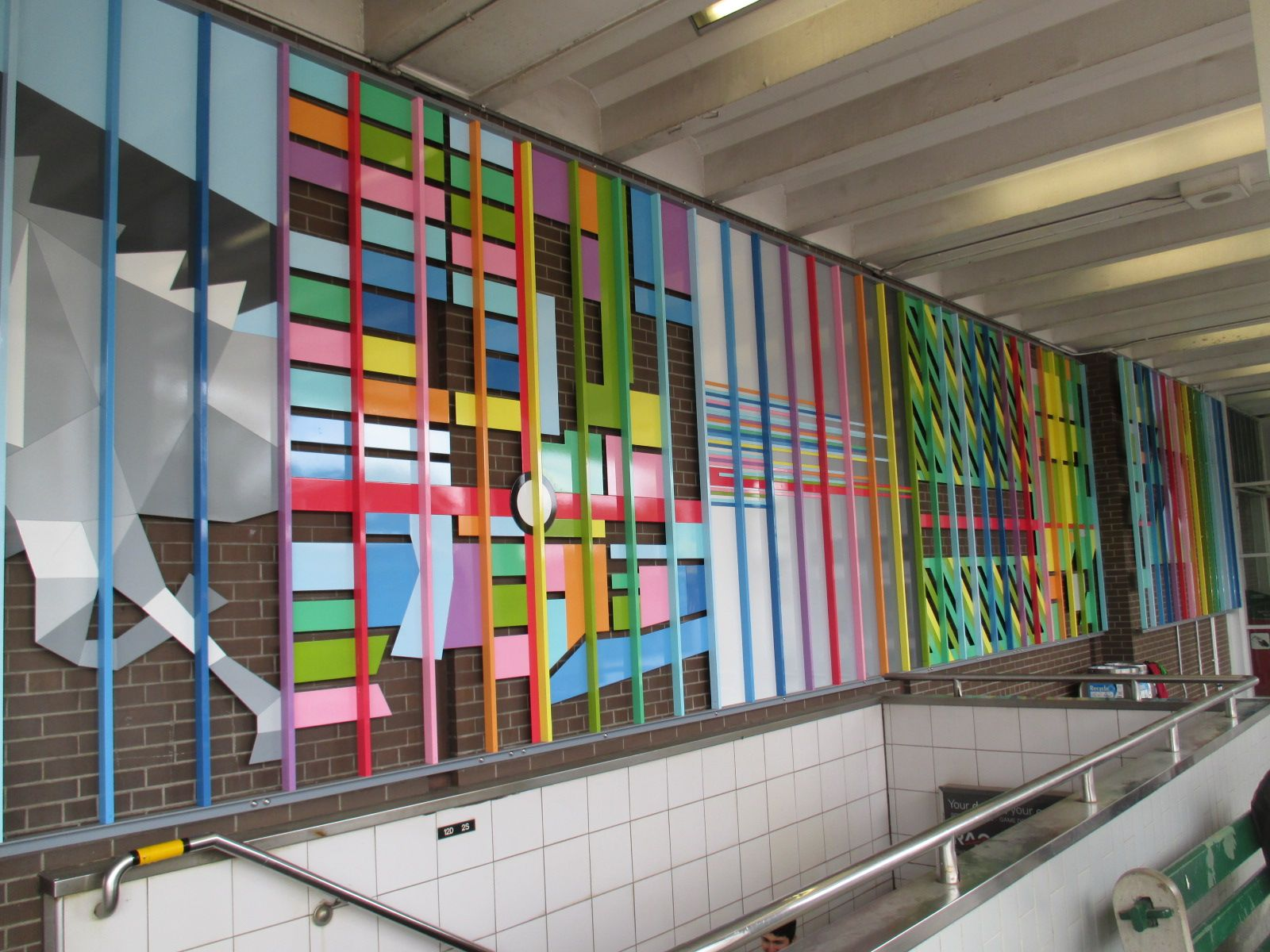
Künstlerische Gestaltung

Der Haupteingang und der Bussteig befinden sich auf Straßenebene (an der nordöstlichen Ecke von Woodbine und Danforth), die Verteilerebene liegt auf der zweiten Ebene und die U-Bahn-Bahnsteige sind auf der unteren Ebene zu finden. Automatische Schiebetüren, neue Bahnsteigsperren und die Installation von Aufzügen machten die Station Ende September 2017 vollständig zugänglich, was auch mit der Eröffnung eines neuen zweiten automatischen Eingangs an der nordwestlichen Ecke von Woodbine und Danforth zusammenfiel.
An der Außenwand des Bussteigs hängt ein Kunstwerk von Marmin Borinsmit dem Titel Directions Intersections Connections. Es ist 93 m² groß und besteht aus bunten beschichteten Metallplatten, die in geometrischen Mustern angeordnet sind. Laut der TTC symbolisieren die Muster „die Bewegung und die Routen des Verkehrs, das Kreuzen von Gemeinschaften und Orten sowie die Verbindungen des Ortes mit der Gegenwart und der Vergangenheit“.

## Geschichte
Die Eröffnung der Station erfolgte am 26. Februar 1966, zusammen mit dem Abschnitt Keele – Woodbine. Etwas mehr als zwei Jahre lang war Woodbine die östliche Endstation. Die Straßenbahn entlang der Danforth Avenue wurde zum größten Teil stillgelegt, doch verblieb zunächst eine kurze Stichstrecke bis in die Nähe der Station. Es entstand ein neues Wendedreieck auf dem angrenzenden Strathmore Boulevard. Um den Zugang zu erleichtern, ließ die TTC einen kurzen Verbindungstunnel von der Straßenbahnhaltestelle zur Verteilerebene errichten. Trotz des großen Aufwands hatte dieser Zugang nicht lange Bestand. Mit der Eröffnung der Subway-Verlängerung nach Warden am 11. Mai 1968 endete der Straßenbahnbetrieb auf der Danforth Avenue endgültig; der kurze Tunnel dient seither als Lagerraum und als Aufenthaltsraum für das Personal.